# 禅寺橋
禅寺橋（ぜんでらばし）は、富山県富山市の神通川水系井田川に架かる橋（歩行者専用橋）である。

## 橋データ
- 左岸 - 富山県富山市八尾町福島
- 右岸 - 富山県富山市八尾町西町
- 橋長 - 72.3 m[1]
- 幅員 - 4.5 m[1]
- 総工費 - 1億8413万円[2]

## 概要
かつては甚九郎が渡し守をしていたと伝えられる場所に、越中おわら節の歌詞になり愛唱された『揺らぐ吊り橋』が架けられていたが、1948年と1953年の両水害で流失したことに伴い、1953年に永久橋に架け替えられ、同時にそれまでの甚九郎橋から現在の禅寺橋に改称された。その後、同橋が老朽化したため、『橋にも文化性を』と橋のデザインを一般公募して建設し、1991年12月24日に渡橋式が挙行された。
中央部にはバルコニーが備え、路面にタイル張りを施し、親柱には照明灯が設置されている。また、アルミ製の橋の欄干が越中おわら節を踊る男女で飾られているのが特徴である。
1992年7月10日には、建設省（現・国土交通省）の「手づくり郷土賞」に選定された（富山県内では他に下新川郡宇奈月町〔現・黒部市〕の宇奈月不動の滝公園が選定されている）。